# Brødrene Karamasov (film fra 1969)
Brødrene Karamasov (russisk: Братья Карамазовы, translit.: Bratja Karamazov) er en sovjetisk spillefilm fra 1969 produceret af Mosfilm og instrueret af Kirill Lavrov, Ivan Pyrjev og Mikhail Uljanov.
Filmen er en filmatisering af Dostojevskijs roman af samme navn fra 1880.
Filmen blev nomineret til en Oscar for bedste fremmedsprogede film ved Oscaruddelingen 1970. Filmen deltog i Moskva Internationale Filmfestival, hvor Pyrjev modtog en specialpris.
Filmen havde dansk premiere den 9. april 1970 i Alexandra Biografen.

## Handling
Film er et psykologisk drama om skæbne, Gud og kærlighed. Handlingen er baseret på handlingen i Dostojevskij roman, hvis hovedlinjer den følger. 

## Medvirkende
- Mikhail Uljanov som Dmitrij Karamazov
- Lionella Pyrjeva som Grusjenka
- Kirill Lavrov som Ivan Karamazov
- Andrej Mjagkov som Aljosja Karamazov
- Mark Prudkin som Fjodor Pavloviyj Karamazov
- Ivan Lapikov som Ljagavij

## Modtagelse
Filmen var den mest populære film i USSR i 1969.